# Гершенкоп, Александр Шлёмович
Александр Шлёмович Гершенкоп (27.12.1940 — 27.01.2016) — советский и российский учёный, доктор технических наук, профессор, заслуженный деятель науки РФ.
Родился в Тернополе.
Окончил Ленинградский горный институт (1963), после чего работал в Горном институте КНЦ АН СССР (РАН): ст. лаборант, мл. научный сотрудник, ст. научный сотрудник, зав. лабораторией, зам. директора по научной работе, главный научный сотрудник (с 2010).
Учёный в области обогащения полезных ископаемых. На основании исследований гидродинамики обтекания частиц различной формы и физико-химических особенностей поверхности слюд предложил технологии обогащения вермикулитовых, мусковитовых и флогопитовых руд.
По результатам его исследований разработана технология обогащения вермикулитовых руд на первой в СССР Ковдорской вермикулитовой фабрике, утверждены запасы вермикулитовых руд Ковдора, месторождений Урала и Казахстана.
Кандидат (1970) доктор (1993) технических наук; профессор (2006).
Заслуженный деятель науки РФ (2007). Лауреат Премии Совета Министров СССР (1987). Награждён двумя медалями, знаками «Отличник химической промышленности СССР», «Шахтерская слава» II и III степеней, «Горняцкая слава» I степени, грамотами РАН, медалями ВДНХ.
Публикации:
- Слюдяные месторождения Мурманской области: реальность и возможности освоения, 1998;
- Минеральное сырье : Слюда : [Справочник] / А. В. Ткачев, А. Ш. Гершенкоп; Науч. ред. А. Е. Лисицын, П. Е. Остапенко; М-во природ. ресурсов Рос. Федерации. - М. : ЗАО "Геоинформмарк", 1997. - 44,[1] с. : ил.; 21 см.
- Применение неорганических коагулянтов в процессах очистки оборотных вод, 1998;
- Формирование открытых стационарных систем при обогащении различ- ных руд, 2003.
- Теоретические и технологические основы обогащения мелкоразмерных слюд : диссертация ... доктора технических наук : 05.15.08. - Апатиты, 1993. - 467 с.
- Обогащение вермикулитовых руд [Текст] / Т. П. Карасева, А. Ш. Гершенкоп, В. Ф. Сычук ; АН СССР. Кольск. филиал им. С. М. Кирова. - Ленинград : Наука. Ленингр. отд-ние, 1972. - 140 с. : черт.; 22 см.
- Микробиологические процессы в системе добычи и переработки апатит-нефелиновых руд с использованием оборотного водоснабжения [Текст] = Microbiological processes in the system of mining and processing of apatite-nepheline ores based on circulating water / Г. А. Евдокимова, А. Ш. Гершенкоп, Н. В. Воронина ; Российская акад. наук, Кольский науч. центр, Ин-т проблем пром. экологии Севера, Горный ин-т. - Санкт-Петербург : Наука, 2008. - 102 с. : ил., табл.; 22 см.; ISBN 978-5-02-026338-3